# Раздутие
Разду́тие (называемое Тюриным сигма-процессом, а Маниным моноидальным преобразованием) — операция в алгебраической геометрии. В простейшем случае оно, грубо говоря, состоит в замене точки на множество всех прямых, проходящих через неё.

## Раздутие плоскости в точке
Пусть {\displaystyle \mathrm {P} ^{2}} — проективная плоскость, а {\displaystyle {\check {\mathrm {P} ^{2}}}} — двойственная проективная плоскость, точки которой соответствуют прямым исходной плоскости. Точки декартова произведения {\displaystyle \mathrm {P} ^{2}\times {\check {\mathrm {P} ^{2}}}} — это пары {\displaystyle (x,\ell )}, где {\displaystyle x} — точка плоскости, a {\displaystyle \ell } — прямая в той же плоскости. Условие {\displaystyle x\in \ell } того, что точка лежит на прямой, в координатных терминах описывается как зануление линейной формы на векторе, так что множество {\displaystyle \left\{(x,\ell )\colon x\in \ell \right\}\subset \mathrm {P} ^{2}\times {\check {\mathrm {P} ^{2}}}} является алгебраическим многообразием. Более того, поскольку произведение проективных пространств вкладывается в проективное пространство достаточно большой размерности при помощи вложения Сегре, оно является также и проективным многообразием. Оно называется многообразием инцидентности. Обозначим его за {\displaystyle I}. Зафиксируем точку {\displaystyle x_{0}\in \mathrm {P} ^{2}}, рассмотрим многообразие {\displaystyle F_{x_{0}}=\{(x,\ell )\colon x_{0}\in \ell \}} и его пересечение {\displaystyle F_{x_{0}}\cap I} с многообразием инцидентности. Рассмотрим ограничение проекции {\displaystyle \mathrm {P} ^{2}\times {\check {\mathrm {P} ^{2}}}\to \mathrm {P} ^{2}} на это пересечение. Если точка {\displaystyle x\in \mathrm {P} ^{2}} отлична от точки {\displaystyle x_{0}}, то слой проекции над ней состоит из единственной точки {\displaystyle (x,\ell )}, где {\displaystyle \ell } — прямая, проходящая через точки {\displaystyle x} и {\displaystyle x_{0}}. С другой стороны, слой над самой точкой {\displaystyle x_{0}} состоит из всех прямых, которые через неё проходят. Многообразие {\displaystyle F_{x_{0}}\cap I} обозначается {\displaystyle \mathrm {Bl} _{x_{0}}(\mathrm {P} ^{2})} и называется раздутием плоскости {\displaystyle \mathrm {P} ^{2}} в точке {\displaystyle x_{0}}. Таким образом, это раздутие отличается от плоскости тем, что одна из точек в нём заменена на прямую. В случае, когда проективная плоскость определена над полем комплексных чисел, проективная прямая является сферой Римана, что и объясняет название. Вклеивающаяся прямая называется исключительной кривой и традиционно обозначается {\displaystyle E_{x_{0}}}. Она отличается от обычных прямых тем свойством, что не допускает аналитических деформаций.
Пусть {\displaystyle C} — алгебраическая кривая, проходящая через точку {\displaystyle x_{0}}. Теоретико-множественный прообраз {\displaystyle C} относительно проекции {\displaystyle \mathrm {Bl} _{x_{0}}\to \mathrm {P} ^{2}} содержит исключительную кривую {\displaystyle E_{x_{0}}} и называется полным прообразом. Тем самым полный прообраз не является неприводимым, даже если изначальная кривая была неприводимой. Однако если в качестве прообраза точки {\displaystyle x_{0}} брать только те пары {\displaystyle (x_{0},\ell )}, где {\displaystyle \ell } — касательная к одной из ветвей кривой в этой точке, то прообраз неприводимой кривой будет неприводим. Такой прообраз называется собственным прообразом. Если {\displaystyle x_{0}} — гладкая точка кривой, то собственный прообраз будет изоморфен самой кривой. Если же кривая имела особенность в этой точке, то собственный прообраз будет отличаться. Например, собственный прообраз декартовой кубики при раздутии в начале координат есть гладкая рациональная кривая.

## Сдутие кривых
Заметим, что вышеописанная конструкция могла быть проделана в пределах аффинной карты. Значит, можно говорить о раздутиях любой алгебраической поверхности (или, более общо, комплексной поверхности). Топологически раздутие устроено следующим образом: у точки {\displaystyle x_{0}} вырезается маленькая окрестность, выглядящая как четырёхмерный шар, и к его границе — трёхмерной сфере — приклеивается двумерная сфера при помощи отображения Хопфа. Раздутие вещественной поверхности состоит в вырезании небольшого диска и приклеивании к его границе, окружности, ленты Мёбиуса.
Заметим, что раздутие не является настоящим отображением, а лишь рациональным отображением: раздутие не определено корректно в раздуваемой точке. При этом обратная операция, называемая сдутием или стягиванием, хорошо определена. Российский геометр А. И. Бондал формулировал это следующим образом: «по определению, раздутие — это операция, противоположная сдутию».
Не любую рациональную кривую на поверхности можно сдуть. Например, на плоскости никакая кривая не допускает сдутия, поскольку небольшое изменение коэффициентов её уравнения даёт деформацию кривой, которых у исключительных кривых раздутий быть не может. Критерий сдуваемости кривой на алгебраической поверхности был открыт Г. Кастельнуово и является одним из классических достижений итальянской школы.

Рациональная кривая на алгебраической поверхности сдуваема до гладкой точки тогда и только тогда, когда её нормальное расслоение изоморфно тавтологическому.

Г. Кастельнуово.

Например, если раздуть на проективной плоскости две точки, то собственный прообраз проходящей через них прямой будет сдуваем. При его сдутии получается квадрика. Пучки прямых, проходящих через эти две точки, при таком преобразовании перейдут в два семейства прямых на квадрике. Обратное преобразование можно наглядно описать следующим образом. Рассмотрим квадрику {\displaystyle Q} в трёхмерном проективном пространстве и точку {\displaystyle x} на ней, а также какую-нибудь плоскость {\displaystyle \Pi }, не проходящую через {\displaystyle x}. Сопоставим точке {\displaystyle y\in Q} точку пересечения прямой {\displaystyle xy} с плоскостью {\displaystyle \Pi }. Чтобы эта операция была корректно определена в точке {\displaystyle x}, нужно сначала раздуть в ней квадрику. Проекция {\displaystyle \mathrm {Bl} _{x}(Q)\to \Pi } хорошо определена и взаимно-однозначна вне двух прямых на квадрике, проходящих через центр проекции. Таким образом, проекция сдувает эти прямые в две точки.
Критерий Кастельнуово полезен при классификации алгебраических поверхностей: после всех возможных сдутий получается так называемая минимальная модель алгебраической поверхности, такие поверхности расклассифицировать уже нетрудно. Также сдутия полезны в других вопросах алгебраической геометрии поверхностей: например, двумерная группа Кремоны (группа рациональных преобразований проективной плоскости) порождается композициями раздутий и сдутий.
На алгебраической поверхности можно раздуть лишь конечное число точек. Тем не менее, можно имитировать раздутие плоскости во всех точках, рассмотрев пределы решёток Нерона — Севери по всевозможным раздутиям. Получающийся объект называется пространством Пикара — Манина. Это бесконечномерное пространство Минковского, на котором действует группа Кремоны. Французские геометры С. Канта и С. Лами доказали, рассмотрев это действие, что группа Кремоны не является простой.

## Раздутие схем
Наиболее плодотворное описание раздутий в больших размерностях даётся в теории схем. Например, если {\displaystyle X} — проективная схема, a {\displaystyle {\mathcal {I}}} — когерентный пучок идеалов на ней, то раздутием схемы в идеале называется схема {\displaystyle \mathrm {Bl} _{\mathcal {I}}(X)} вместе с отображением схем {\displaystyle \pi \colon \mathrm {Bl} _{\mathcal {I}}(X)\to X} таким, что, во-первых, пучок {\displaystyle \pi ^{-1}({\mathcal {I}})\cdot {\mathcal {O}}_{\mathrm {Bl} _{\mathcal {I}}(X)}} обратим, а во-вторых, любой морфизм {\displaystyle f\colon Y\to X} такой, что пучок {\displaystyle f^{-1}({\mathcal {I}})\cdot {\mathcal {O}}_{Y}} обратим, единственным образом пропускается через морфизм {\displaystyle \pi }. Это универсальное свойство определяет раздутие единственным образом. Явно раздутие определяет конструкция Proj как {\displaystyle \mathrm {Proj} \bigoplus _{i=0}^{+\infty }{\mathcal {I}}^{i}}. Когда говорят о раздутии в замкнутой подсхеме, имеют в виду раздутие в пучке идеалов, который определяет эту подсхему. Подсхема, в которой происходит раздутие, называется центром раздутия. Подмногообразие, появляющееся после раздутия, всегда будет дивизором, называемым исключительным дивизором.
Это определение позволяет раздувать в любой замкнутой подсхеме. Если схема была гладким многообразием, а центр раздутия — её гладким подмногообразием, то, что происходит топологически, можно описать как вырезание малой окрестности центра раздутия и вклеивание проективизации его нормального расслоения, которое на каждом слое выглядит как обобщённое расслоение Хопфа. При раздутии в гладком центре в коразмерности один ничего не происходит. Если же центр не был гладким подмногообразием, то многообразие, вообще говоря, поменяется. Примером могут служить раздутия негладких кривых в особых точках, описанные выше геометрически. Раздутие схемы {\displaystyle X} во всей схеме {\displaystyle X} является пустой схемой. В этом случае проблема с терминологией, артикулированная Бондалом, стоит особенно остро: «отображение» раздутия не определено даже локально, а отображение сдутия является тавтологическим включением пустой подсхемы.
Раздутия с центрами в подмногообразиях широко используются в алгебраической геометрии. Так, В. А. Исковских использовал раздутия при классификации трёхмерных многообразий Фано индекса 1 с группой Пикара, изоморфной {\displaystyle \mathbb {Z} }. Непроективное многообразие Хиронаки получается последовательными раздутиями точек и кривых в трёхмерном проективном многообразии и последующим склеиванием.

## В массовой культуре
Раздутия иногда являются предметом математических шуток, в первую очередь из-за своего неформального названия. В англоязычной традиции раздутия называются англ. blow-up, что также может быть переведено как «взрыв» (это слово используется в математическом английском и в других контекстах — например, для описания решений дифференциальных уравнений, уходящих на бесконечность за конечное время). Таким образом, выражение «раздуть плоскость в восьми точках» (англ. blow up eight points on a plane) может быть также переведено как «взорвать восемь точек в самолёте». Эта неоднозначность является предметом популярной в математическом сообществе городской легенды об алгебраический геометрах, задержанных в аэропорту за обсуждением раздутий. В русскоязычной математической культуре иногда обыгрывается сходство слов англ. blow-up и англ. blowjob.